# ハットフル・オブ・ホロウ
『ハットフル・オブ・ホロウ』（Hatful of Hollow）は、イングランドのロック・バンド、ザ・スミスが1984年11月に発表したコンピレーション・アルバム。バンドにとって通算2作目のアルバムに当たる。

## 背景
1983年、バンドは4度にわたってBBCレディオ・ワンの音楽番組のためにスタジオ・ライヴ録音を行い、本作にはそこから10曲の音源が収録された。スタジオ・ライヴ録音の詳細は下記の通りである。
1. 「ジョン・ピール・ショウ」5月18日録音・5月31日放送[5]
2. 「デヴィッド・ジェンセン・ショウ」6月26日録音・7月4日放送[5]
3. 「デヴィッド・ジェンセン・ショウ」8月25日録音・9月5日放送[5]
4. 「ジョン・ピール・ショウ」9月14日録音・9月21日放送[5]

なお、5月18日のセッションでは、本作には未収録となった「ミゼラブル・ライ」も録音されており、1988年10月発売の12インチEP『The Peel Session』には「ミゼラブル・ライ」も含む4曲が収録された。
「ハンド・イン・グローヴ」はバンドのデビュー・シングルで、アルバム『ザ・スミス』（1984年）ではジョン・ポーターによってリミックスされていたが、本作にはオリジナル・ミックスが収録された。その他の5曲は、アルバム『ザ・スミス』以降に発表されたシングルA面/B面曲である。
本作のジャケットに写っている人物Fabrice Coletteは、ジャン・コクトーの絵にインスパイアされたタトゥーを肩に入れているが、1987年以降の再発盤ではジャケット・デザインが変更され、表ジャケットでは肩のタトゥーが見えなくなっている。

## 反響・評価
全英アルバムチャートでは46週トップ100入りし、最高7位を記録した。ニュージーランドでは1985年3月24日付のアルバム・チャートで初登場38位となり、最終的には7週トップ50入りして最高21位を記録した。
Stephen Thomas Erlewineはオールミュージックにおいて満点の5点を付け「『ハットフル・オブ・ホロウ』の収録曲の何曲かは『ザ・スミス』からの曲のBBCヴァージョンだが、このコンピレーションのヴァージョンは向こう見ずかつ生々しく、更に言えば、このアルバムの売りはそこではない。ザ・スミスは、シングルをアルバムのプロモーション用ではなく、独立した個々の存在として扱っており、彼らの最も優れた曲の多くはスタジオ・アルバムでは発表されていないのだ」と評している。2013年10月23日付の『NME』誌で選出された「オールタイム・グレイテスト・アルバム500」では100位にランク・インした。

## 収録曲
全曲とも作詞はモリッシー、作曲はジョニー・マーによる。
1. ウィリアム "William, It Was Really Nothing" – 2:10
  - 1984年8月14日リリースのシングルA面曲。
2. ホワット・ディファレンス・ダズ・イット・メイク? "What Difference Does It Make?" – 3:11
  - 1983年5月18日録音の「ジョン・ピール・ショウ」より。
3. ジーズ・シングス・テイク・タイム "These Things Take Time" – 2:33
  - 1983年6月26日録音の「デヴィッド・ジェンセン・ショウ」より。
4. ジス・チャーミング・マン "This Charming Man" – 2:43
  - 1983年9月14日録音の「ジョン・ピール・ショウ」より。
5. ハウ・スーン・イズ・ナウ? "How Soon Is Now?" – 6:44
  - シングル「ウィリアム」のB面曲。1985年2月1日にA面曲として再度シングル・カットされた。
6. ハンサム・デヴィル "Handsome Devil" – 2:45
  - 1983年5月18日録音の「ジョン・ピール・ショウ」より。
7. ハンド・イン・グローヴ "Hand in Glove" – 3:15
  - 1983年5月13日リリースのデビュー・シングルのオリジナル・ミックス。
8. スティル・イル "Still Ill" – 3:32
  - 1983年9月14日録音の「ジョン・ピール・ショウ」より。
9. ヘヴン・ノウズ "Heaven Knows I'm Miserable Now" – 3:34
  - 1984年5月25日リリースのシングルA面曲。
10. ジス・ナイト・ハズ・オープンド・マイ・アイズ "This Night Has Opened My Eyes" – 3:39
  - 1983年9月14日録音の「ジョン・ピール・ショウ」より。
11. ユーヴ・ゴット・エヴリシング・ナウ "You've Got Everything Now" – 4:18
  - 1983年6月26日録音の「デヴィッド・ジェンセン・ショウ」より。
12. アクセプト・ユアセルフ "Accept Yourself" – 4:02
  - 1983年8月25日録音の「デヴィッド・ジェンセン・ショウ」より。
13. ガール・アフレイド "Girl Afraid" – 2:48
  - シングル「ヘヴン・ノウズ」のB面曲。
14. バック・トゥ・ジ・オールド・ハウス "Back to the Old House" – 3:02
  - 1983年9月14日録音の「ジョン・ピール・ショウ」より。
15. リール・アラウンド・ザ・ファウンティン "Reel Around the Fountain" – 5:51
  - 1983年5月18日録音の「ジョン・ピール・ショウ」より。
16. プリーズ・プリーズ "Please, Please, Please, Let Me Get What I Want" – 1:52
  - シングル「ウィリアム」のB面曲。ドリーム・アカデミー、ミューズ、デフトーンズ、フーティー・アンド・ザ・ブロウフィッシュ、シー&ヒムなどがカヴァーしている。

## 参加ミュージシャン
- モリッシー - ボーカル
- ジョニー・マー - ギター、ハーモニカ、マンドリン
- アンディ・ルーク - ベース
- マイク・ジョイス - ドラムス